# Rainer Höss
Rainer Höss, né le 25 mai 1965 à Ludwigsburg (Allemagne), est connu pour être l'un des petits-fils de Rudolf Höss, qui fut le principal commandant du camp d'extermination d'Auschwitz. Dégoûté par le passé de sa famille, il effectue de nombreuses actions s'inscrivant dans le devoir de mémoire relatif aux crimes contre l'humanité perpétrés par les Nazis.

## Biographie
Rainer Höss est né le 25 mai 1965 à Ludwigsburg (Land de Bade-Wurtemberg) en Allemagne : il est le fils d'Hans-Jürgen Höss (né en 1937), lui-même fils cadet de Rudolf Höss. Rudolf Höss, nazi convaincu, officier supérieur des S.S.; a été le principal commandant du camp d'Auschwitz, entre 1941 et 1944, où il a contribué à augmenter les capacités exterminatrices de l'installation : il est arrêté et témoigne devant le tribunal de Nuremberg en 1946, avant d’être jugé et condamné à mort par la Cour suprême de Pologne en 1947. Il est pendu la même année.

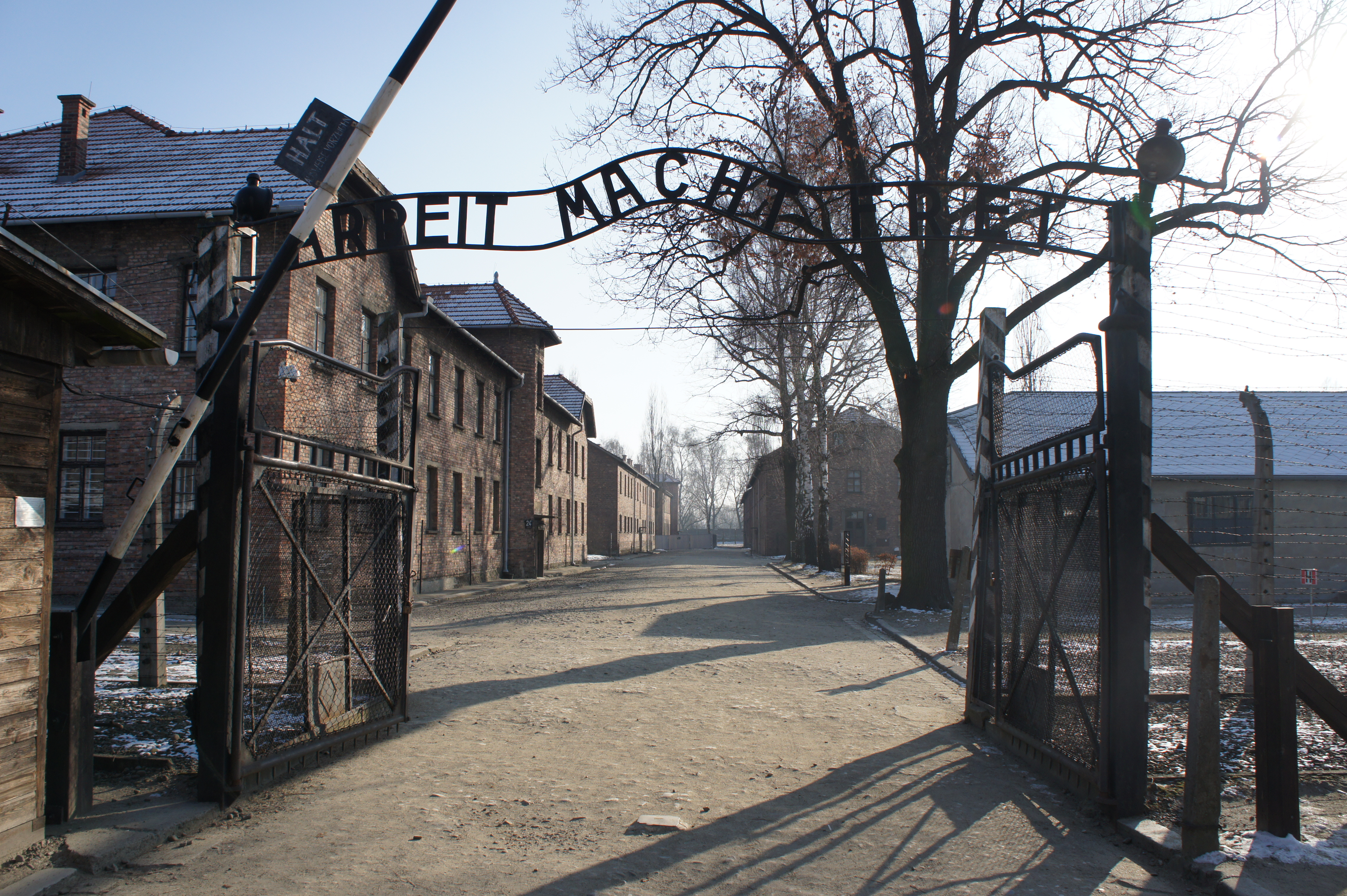
Le camp d'extermination d'Auschwitz, où officiait Rudolf Höss.

Rainer Höss n'a donc pas connu son grand-père, mais l'épouse de ce dernier, sa grand-mère Hedwig, qui n' a jamais été jugée par aucun tribunal (polonais ou allemand)  et qui a continué de partager les convictions du nazisme, de même que le reste de sa famille et leurs amis. Rudolf Höss reste donc considéré dans la famille comme un héros et le jeune Rainer n'entend jamais parler des atrocités dont ce dernier fut responsable avant l'âge de douze ans : son père Hans-Jürgen se montre d'ailleurs violent envers son épouse et son fils pour préserver la mémoire du commandant du camp d'extermination d'Auschwitz. Tout ceci pousse Rainer Höss à quitter le domicile familial en 1981, alors âgé de 16 ans, puis à couper les ponts avec sa famille en 1985 ; ensuite, il s'engage activement dans le devoir de mémoire à partir de 2009, année où il visite le Mémorial de la Shoah à Berlin pour la première fois en compagnie de Thomas Harding, auteur d'une biographie sur son grand-père.
Rainer Höss, qui a mené des recherches sur ses origines pendant de nombreuses années, refuse de changer de nom et se sent lié aux actes de son grand-père. Il effectue plusieurs dizaines de conférences chaque année dans les écoles allemandes et porte un pendentif en forme d'étoile de David que lui a confié une femme juive en lui faisant promettre de ne jamais s'en séparer. Il s'est également fait tatouer ce symbole, ainsi que des numéros de prisonniers des camps, sur le torse. Une rescapée du camp d'Auschwitz, Eva Mozes Kor, a aussi accepté sa demande de l'adopter symboliquement comme petit-fils de cœur,. Cependant, elle aurait pris ses distances peu de temps après, d'après son fils Alex Kor,. Depuis 2019, il intervient souvent en compagnie de Ben Lesser, rescapé d'Auschwitz, pour expliquer l'histoire du nazisme.
Rainer Höss, affichant ouvertement sa défiance envers l'extrême droite, a accepté d'apparaître dans le clip de campagne électorale du Parti social-démocrate suédois des travailleurs de Suède pour les élections européennes de 2014. Il s'inquiète d'ailleurs publiquement à cette occasion de la montée des partis néo-nazis en Grèce (Aube dorée) et Hongrie (Jobbik).

## Réactions
Son frère aîné Kai Höss a contesté son témoignage sur sa famille dans les médias et dans un ouvrage publié en allemand en 2013,,,. En effet, il a décidé de réagir afin que son frère « arrête de tricher sur les noms et les cendres de millions de victimes de l'Holocauste ». Si leur mère, Irena Pauli-Höss était violente avec eux, elle « a toujours parlé de la période nazie avec un certain pardon et a dit que ces années n'étaient pas si terribles », ce n'était pas le cas de leur père Hans-Jürgen Höss, qui était plutôt passif et n'aurait jamais infligé de châtiment corporel à Rainer. Kai a expliqué que « la famille n'a pas glorifié le fascisme et n'a pas traité le nazisme de manière positive ».
Son frère dénonce également le placement dans une maison de retraite de leur mère pour vendre sa maison et vider ses comptes bancaires,,.

## Condamnations
Le 24 juin 2020, Rainer Höss a été condamné à 8 mois de prison avec sursis et 80 heures de travail d’intérêt général pour fraude par un tribunal à Leonberg en Allemagneet il doit rembourser sa dette à Peter Rüsch, l'un des héritiers de l'entreprise allemande Salamander,. Captivé par les histoires et l'engagement de ce petit-fils de Rudolf Höss, l'homme de 80 ans avait accepté en 2017 de lui prêter 17 000 euros pour réaliser un film, avec l'assurance que ce prêt lui serait rapidement remboursé.
Le juge avait rappelé avant de prononcer sa décision les antécédents judiciaires du prévenu : 13 condamnations depuis 1991, dont 5 pour escroquerie, mais aussi pour menaces et violences,.